# Aeropuerto de Dipolog
El Aeropuerto de Dipolog (en tagalo: Paliparan ng Dipolog; en cebuano: Tugpahanan sa Dipolog) (IATA: DPL, ICAO: RPMG) es el aeropuerto principal que sirve el área general de Dipolog, la ciudad capital de Zamboanga del Norte, en el sur de las Filipinas. El aeropuerto es uno de los más activos en Mindanao, especialmente teniendo en cuenta su clasificación. El aeropuerto está clasificado como un aeropuerto secundario por la Autoridad de Aviación Civil de Filipinas (CAAP), un organismo del Departamento de Transportes y Comunicaciones (DOTC) que se encarga de las operaciones, no solo de este aeropuerto, sino también de todos los demás aeropuertos de Filipinas , excepto los principales aeropuertos internacionales.
En 2005, el aeropuerto manejó 75.751 pasajeros. Su tráfico de pasajeros ha crecido al menos un 52% desde el año 2000 según muestran las estadísticas, con una tasa media de crecimiento anual de alrededor del 10,4 %.